# Ніл Турок
Ніл Джеффрі Турок (Neil Geoffrey Turok, народився 16 листопада 1958 р.) — південноафриканський фізик. Він був директором Інституту теоретичної фізики Периметр до 2019 року (з 28 лютого 2019 р. ним став Роберт Маєрс). Його наукові інтереси включають математичну фізику та фізику раннього Всесвіту, включаючи космологічну сталу і циклічну модель Всесвіту.

## Раннє життя та кар'єра

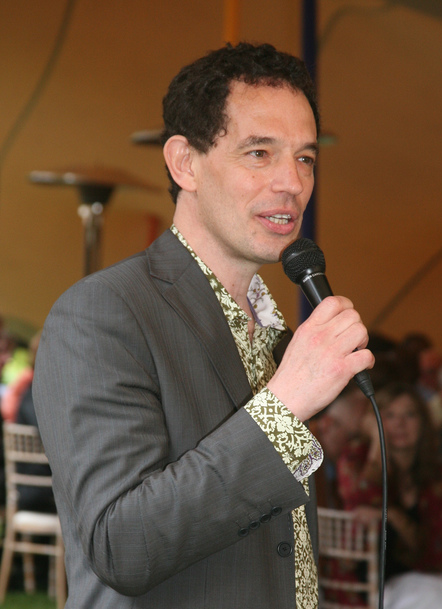
Ніл Турок 2008 р.

Турок народився в Йоганнесбурзі, Південно-Африканський Союз, у родині Мері (Батчер) і латвійця за походженням Бена Турока, які були активістами Руху проти апартеїду і Африканського національного конгресу. Після закінчення коледжу Черчілль у Кембриджському університеті, Турок отримав докторський ступінь у Імперському коледжі Лондона під науковим керівництвом професора Девіда Оліва, одного з винахідників теорії суперструн. Після постдокторантської роботи в університеті Санта-Барбари, він був асоційованим вченим у Фермілабі, Чикаго. У 1992 році був нагороджений медаллю Максвелла Інституту фізики за його внесок у теоретичну фізику. У 1994 році був призначений професором фізики Прінстонського університету, а з 1997 року — керівником кафедри математичної фізики Кембриджського університету. У 2008 році він був призначений директором Інституту Периметр,; цю посаду він займав до початку 2019 р.

## Дослідження та інші внески
Турок працював у ряді областей математичної фізики та ранньої фізики Всесвіту, зосередившись на спостережних тестах фундаментальної фізики в космології. На початку 1990-х років його група показала, як корелюють поляризація і температурні анізотропії космічного фонового випромінювання, прогноз, який був детально підтверджений останніми точними вимірюваннями космічного апарата WMAP. Вони також розробили ключовий тест на наявність космологічної сталої, також нещодавно підтвердженої.
Турок і співавтори розробили теорію відкритої інфляції. Пізніше зі Стівеном Гокінгом він розробив так звані інстантонні рішення Гокінга-Турока, які, відповідно до не-граничної пропозиції Гокінга і Джеймса Хартлі, можуть описати народження інфляційного Всесвіту.
Разом з Джастіном Хурі, Бертом Оврутом і Павлом Штейнхардтом Турок представив поняття Екпіротичного Всесвіту, "… космологічну модель, в якій Всесвіт гарячого великого вибуху створюється зіткненням брани в об'ємному просторі з обмежувальною орбіскладчастою площиною, починаючись з інакше холодного, пустого, статичного всесвіту ". Зовсім недавно, з Павлом Штейнхардтом у Принстоні, Турок розробляв циклічну модель для Всесвіту, в якій Великий вибух пояснюється як зіткнення між двома «брана-світами» в М-теорії. Прогнози цієї моделі узгоджуються з поточними космологічними даними, але існують цікаві відмінності з прогнозами космологічної інфляції, які будуть досліджуватися майбутніми експериментами (ймовірно, космічною обсерваторією Планка). У 2006 році Штейнхардт і Турок показали, як циклічна модель може природно включати механізм для розслаблення космологічної постійної до дуже малих значень, що узгоджується з поточними спостереженнями. У 2007 році Штейнхардт і Турок стали співавторами науково-популярної книги «Нескінченний Всесвіт». У 2012 році лекції Массі, які читав Турок, були опубліковані як «Всесвіт всередині: від кванта до космосу».
У 2003 році Турок заснував Африканський інститут математичних наук в Муйзенберзі, освітній центр післядипломної освіти, що підтримує розвиток математики і науки на африканському континенті.

## Нагороди та відзнаки
Він був удостоєний премії TED 2008 за його роботу в галузі математичної фізики і у створенні Африканського інституту математичних наук в Муйзенберзі. Він також отримав нагороду «Найбільш інноваційні люди» за соціальні інновації, на Світовому саміті з інновацій та підприємництва (WSIE) 2008 р.
9 травня 2008 року Майк Лазарідіс оголосив, що Турок стане новим виконавчим директором Інституту теоретичної фізики Периметр з 1 жовтня 2008 року.
У 2010 році Турок отримав нагороду від Світового саміту інновацій в галузі освіти в Катарі і нагороди від Південноафриканського математичного товариства. У 2011 році Турок отримав звання почесного доктора університету Оттави.
У листопаді 2011 року Турок був обраний для читання лекцій Massey для сезону 2012 року. Вони включали в себе п'ять окремих лекцій в різних місцях по всій Канаді в жовтні 2012 року, і показані у програмі «Ідеї» каналу CBC незабаром після цього.
Турок отримав звання почесного доктора університету Геріот-Ватт у 2012 році.
У 2014 році Турок отримав премію Лейна Андерсона за книгу «Всесвіт всередині: від кванту до космосу».
Турок був нагороджений почесними ступенями доктора наук, honoris causa від UCLouvain (4 лютого 2019), Університету Святої Марії (16 травня 2014), Столичного університету ім. Нельсона Мандели (9 квітня 2014 року) і Університету Стелленбоша (26 березня 2015 року).
Турок був нагороджений премією Джона Торренса Тейта на 2016 році на Конгресі SPS Quadrennial 2016 у Сан-Франциско, що є найбільшим зібранням бакалаврів-фізиків на сьогоднішній день.